# أبنر تايلور
أبنر تايلور هو سياسي أمريكي، ولد في 19 يناير 1829 في بانجور في الولايات المتحدة، وتوفي في 13 أبريل 1903 في واشنطن العاصمة في الولايات المتحدة. نشط حزبياً في الحزب الجمهوري. وقد انتخب عضو مجلس نواب إلينوي ‏ وانتخب عضو مجلس النواب الأمريكي ‏.